# Вангел Нечевски
Вангел Нечевски с псевдоним Тунелот (на македонска литературна норма: Вангел Нечевски - Тунелот) e югославски партизанин и деец на НОВМ.

## Биография
Роден е на 17 март 1922 година в град Битоля. След като завършва основното си образование започва да отглежда тютюн. Става член на СКМЮ. В края на 1941 година е интерниран за шест месеца. Освободен се завръща в Битоля и на 4 юли 1942 година влиза в Битолско-преспанския партизански отряд „Даме Груев“. С отряда води битки при Кажани, Смилево, Лера, Сърбци и Беранци. След това е в Битолски народоосвободителен партизански отряд „Яне Сандански“. По-късно става куриер към Главния щаб на НОВ и ПОМ. Става близък с Димитър Николовски. През декември 1942 година убива двама граничари и пренася важни материали от Егейска Македония в Битоля. Малко преди края на Втората световна война е назначен за заместник-командир на дивизия. След войната работи в ОЗНА, където изпълнява различни длъжности. Носител е на Партизански възпоменателен медал 1941 година. На 20 декември 1951 година е обявен за народен герой на Югославия.
Умира на 16 октомври 2006 година в родния си град.